# Catedral de Sant Colman (Cobh)
Catedral de Sant Colman   (), generalment coneguda com a catedral de Cobh (Irlanda), fou construïda entre 1868 i 1915. La primera pedra (1868) es pot veure a la cantonada sud-oest exterior de la catedral.

## La catedral de St. Colman
Les seves dimensions aproximades:
- Longitud...............64 m.
- Amplitud...............36,50 m.
- Alçada del campanar...91,50 m.
- Creu a l'espira.......3,8 m.

Molt més que un magnífic monument arquitectònic, aquesta catedral és la seu de la ciutat de Cobh i la diòcesi de Cloyne.
La catedral de Sant Colman, que domina la ciutat de Cobh, enclou les tradicions de tretze segles d'història de la diòcesi de Cloyne. Construïda sobre un pla de creu llatina, té l'exterior en granit de Dalkey i pedra calcària de Mallow. La catedral té el nom de Sant Colman (522-604), patró de la diòcesi de Cloyne, la festa del qual se celebra el 24 de novembre.
Els arquitectes E. W. Pugin i George Ashlin es van inspirar en l'estil gòtic de les catedrals franceses. Es va trigar 47 anys a completar-ne la construcció, de 1868 a 1915.
La cúspide del campanar es va acabar el 1915 i el 1916 s'hi instal·là el rellotge i el famós carilló, el més gran d'Irlanda, compost originàriament per 42 campanes, a les quals es van afegir 5 el 1958. Les 49 campanes tenen un pes total de 17.380 kg i estan sintonitzades amb gran precisió fins a una sola vibració. Aquest insòlit instrument cobreix l'amplada de quatre octaves. Es fan concerts regulars, religiosos i laics, especialment durant la temporada d'estiu. La campana més gran, anomenada Sant Colman, està situada a 60 metres sobre el terra i pesa 3.440 kg.

## La nau principal
L'interior també és neogòtic, amb columnes de marbre, arcades, gravats del fullatge dels capitells, trèvol tallat a la pedra de Bath i el joc de llum delicat. A la part superior de les columnes es representen sants irlandesos i prelats famosos. Els panells gravats sobre els arcs de la nau expliquen la història de l'Església d'Irlanda des de sant Patrici fins a la finalització de la catedral.

## Els vitralls
Les finestres del passadís esquerre il·lustren algunes paràboles de la vida de Jesús, mentre que les de la dreta en descriuen miracles. A la part superior, a la galeria de les dones, hi ha 46 finestres amb la representació dels patrons del mateix nombre de parròquies de la diòcesi.

## La cadira
La paraula "catedral" prové del llatí cathedra, que significa 'cadira', 'catedral'. Això indica l'autoritat d'aquesta església sobre les altres. El tron episcopal, situat a l'esquerra de l'altar major, vol destacar aquest significat particular. Al tron hi ha gravada la "mitra", símbol de l'autoritat episcopal.

## L'altar major
L'altar major va ser dissenyat per Ashin, un dels arquitectes de la catedral. Fou un regal dels sacerdots del bisbe Mc Carthy amb motiu del seu funeral.

## El púlpit
El púlpit és fet de fusta de roure d'Àustria. Al peu dels esglaons hi ha dos àngels, que donen suport al desplaçament de l'Escriptura.

## La rosassa i l'orgue
A l'entrada de la catedral, hi ha una magnífica rosassa, que representa la visió del tron de Déu, tal com es descriu en l'Apocalipsi (Ap 4, 1- II). L'orgue, construït per "Telford & Telford", té un total de 2.468 canyes i originàriament funcionava pneumàticament, després es va transformar en un d'electropneumàtic. El 1971 es va col·locar una segona consola a la nau central, prop del púlpit.

## El transsepte
Hi ha diferents capelles laterals. La capella del Sagrat Cor i la de la Pietat a la dreta de l'altar major, mentre que a l'esquerra hi ha la de la Mare de Déu i el beat Tadeu. El tema dominant de les escultures i els vitralls al nord del transsepte és la figura de sant Josep mentre que al sud es representen diversos episodis de la vida de la Mare de Déu. La rosassa sud té com a tema "Maria Stella del Mare". Es pot observar a la paret la llista de bisbes de la diòcesi de Cloyne, que comença per St. Colman (522-604) i continua per ordre cronològic amb els successors. La llista fins al bisbe actual continua fins a l'època actual al transsepte nord.
A l'altar hi ha les relíquies de "sant Oliver Plunkett" (1625-1681), martiritzat el 1681 i canonitzat pel papa Pau VI el 1975. A sota de l'altar hi ha relíquies del beat Thaddeus McCarthy, bisbe de Cloyne del 1490 al 1492.
Abans d'arribar a la pica baptismal, es poden observar dues cares tallades. Es diu que són la caricatura del mestre constructor, el senyor Charles Doran. La pila baptismal octogonal és de marbre blanc amb símbols cristians tradicionals gravats a la part superior. La coberta de la cúpula en forma és feta amb llautó.

## La capella de culte
Al costat de la catedral hi ha una capella d'adoració. És oberta tot l'any, vint-i-quatre hores al dia. Per arribar a la capella, cal sortir des de l'entrada principal de la catedral i seguir la porta de la mà dreta durant uns 80 metres, fins a arribar al pal indicador que n'indica l'entrada.

## Petita galeria

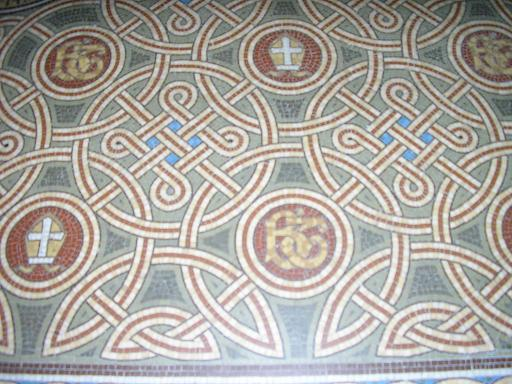
Terra de la Capella del Beat Tadeus
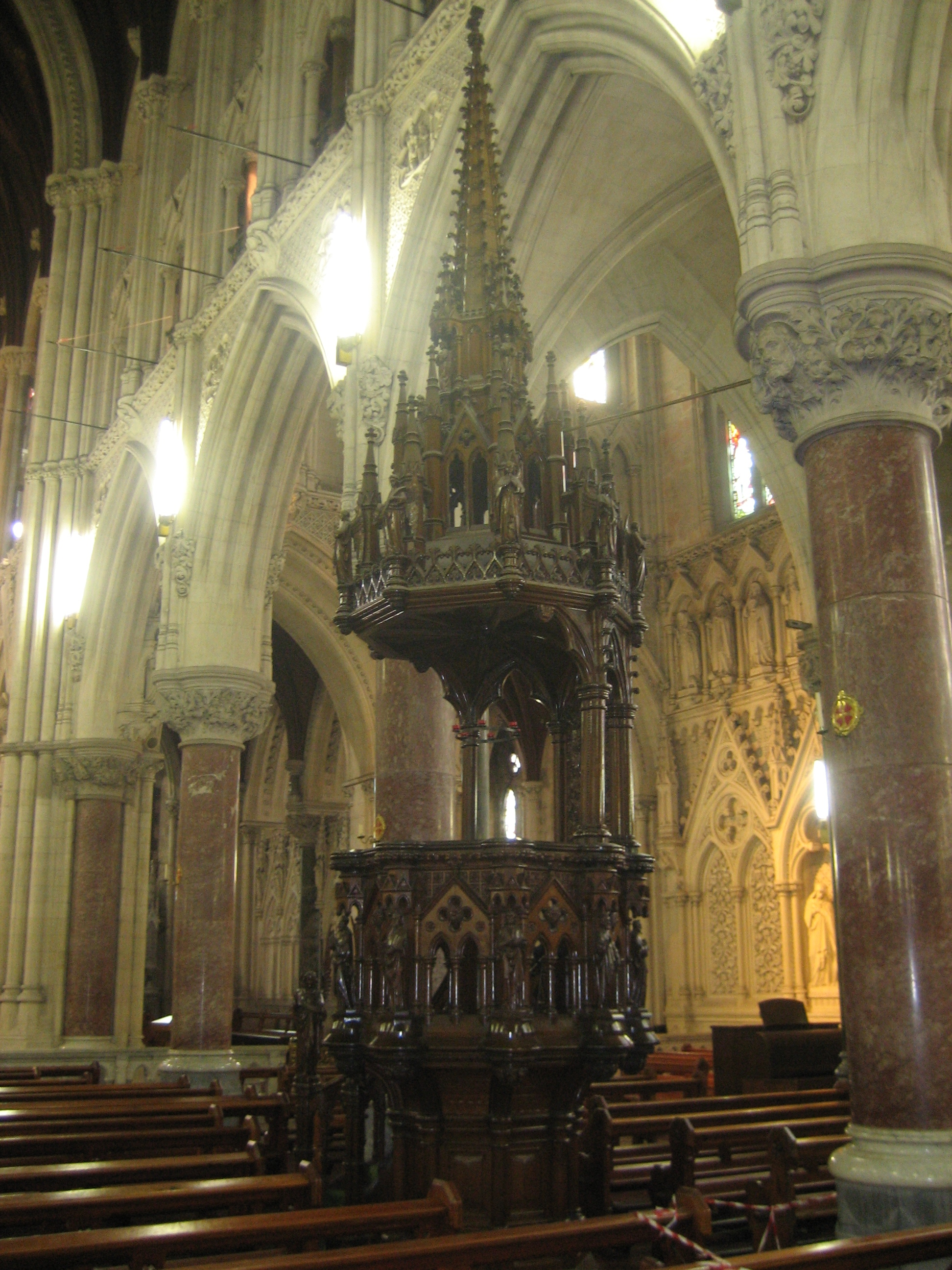
Púlpit de la nau central
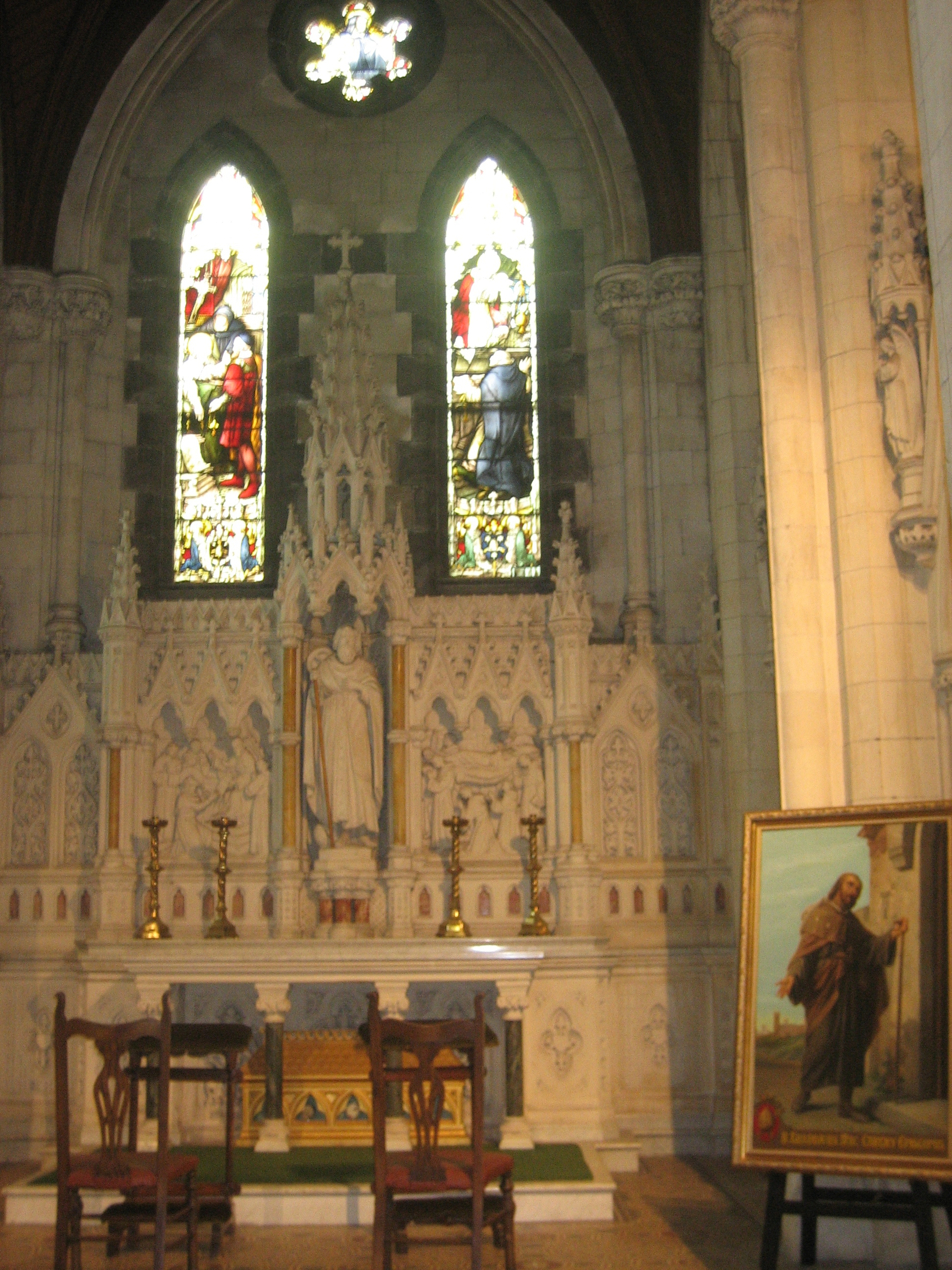
Altar major
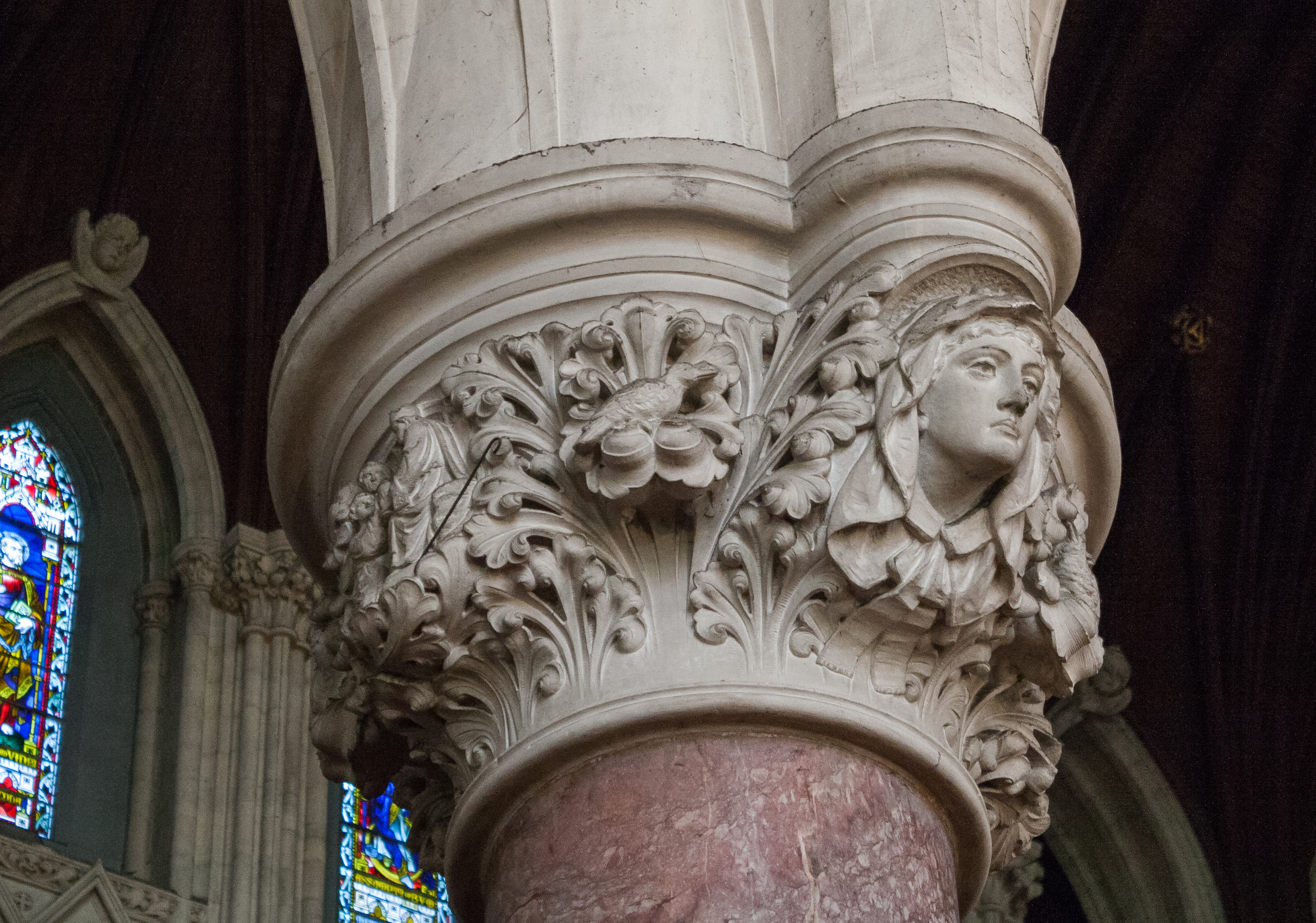
Capitell
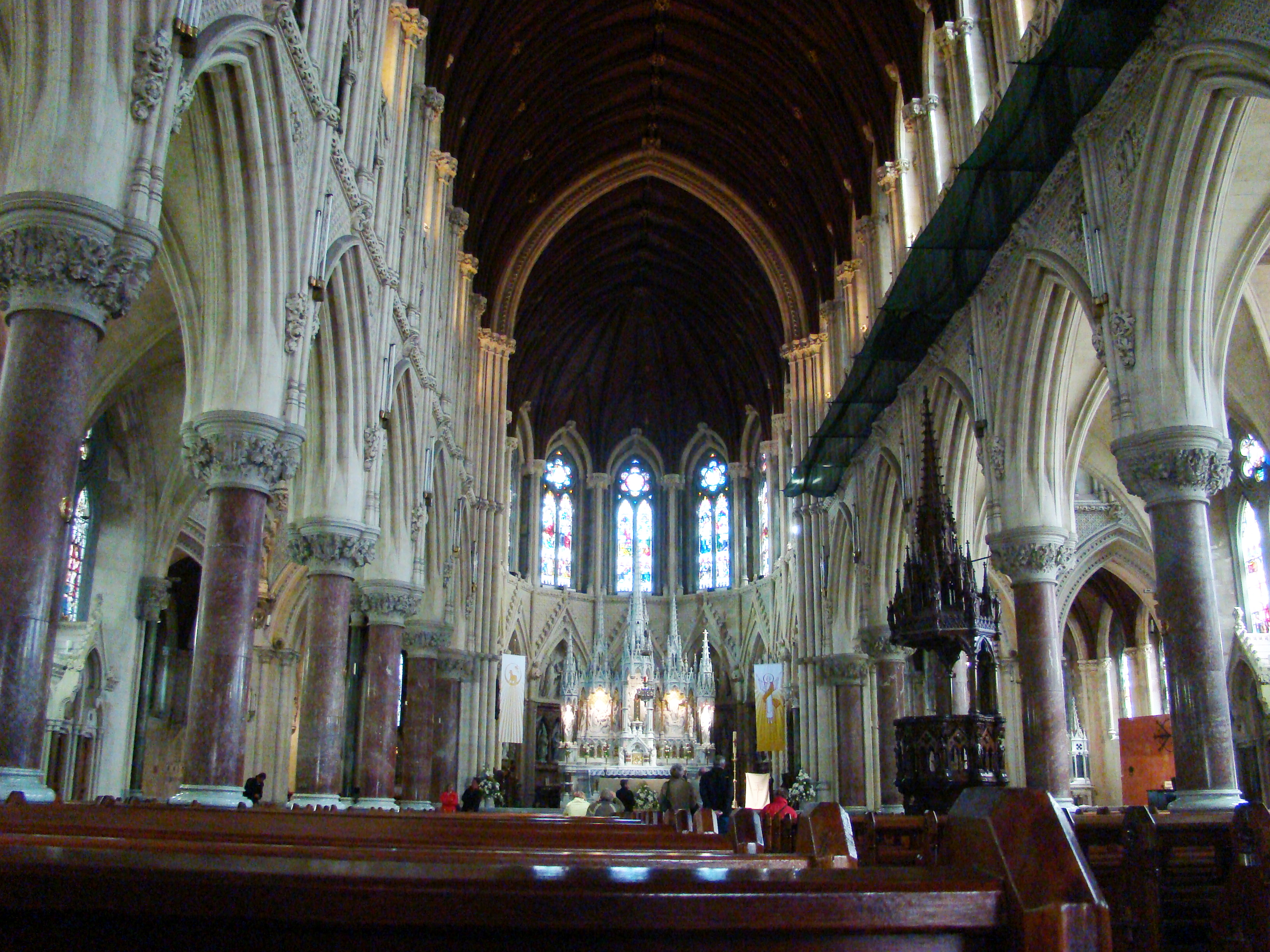
Nau principal
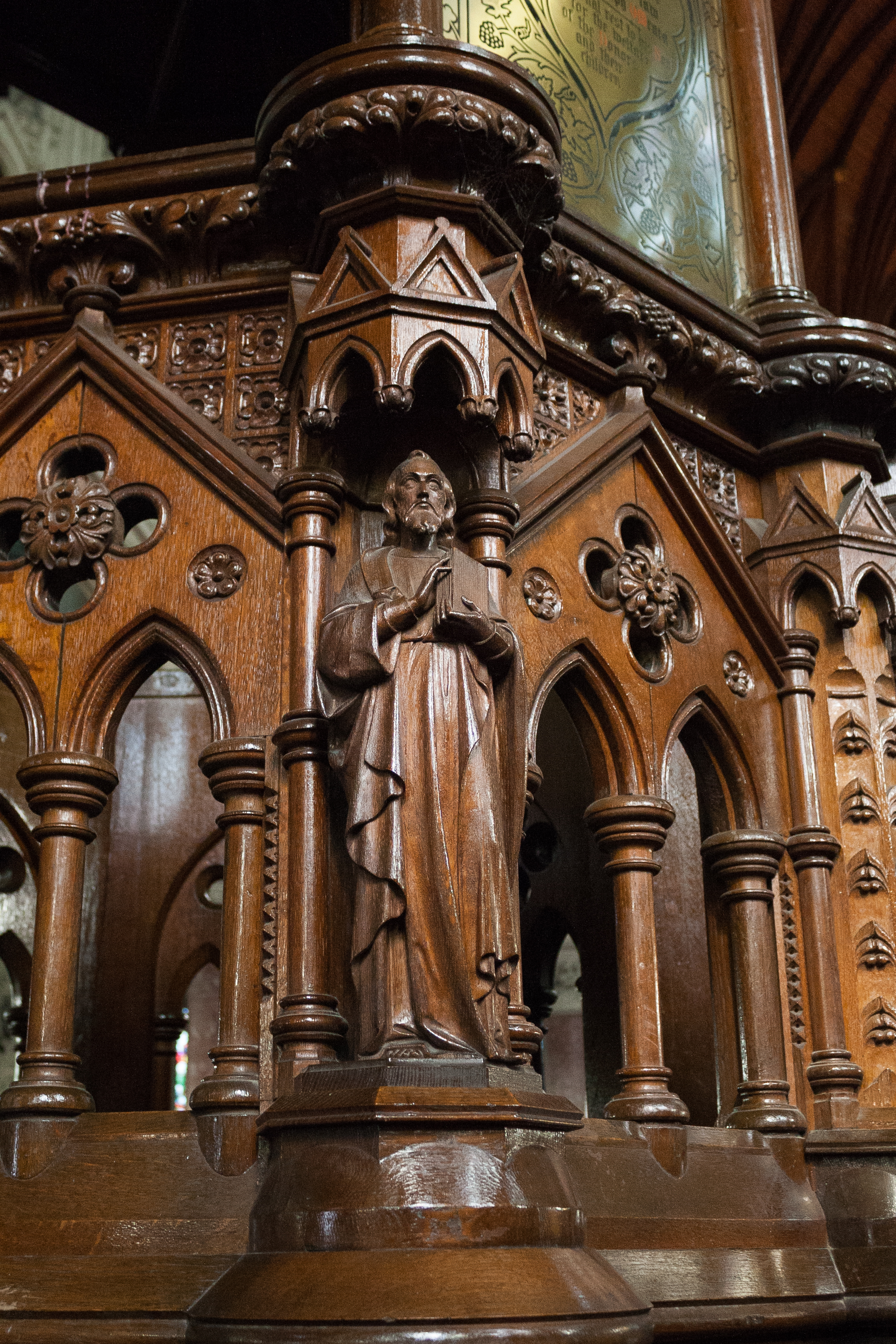
Detall d'una talla
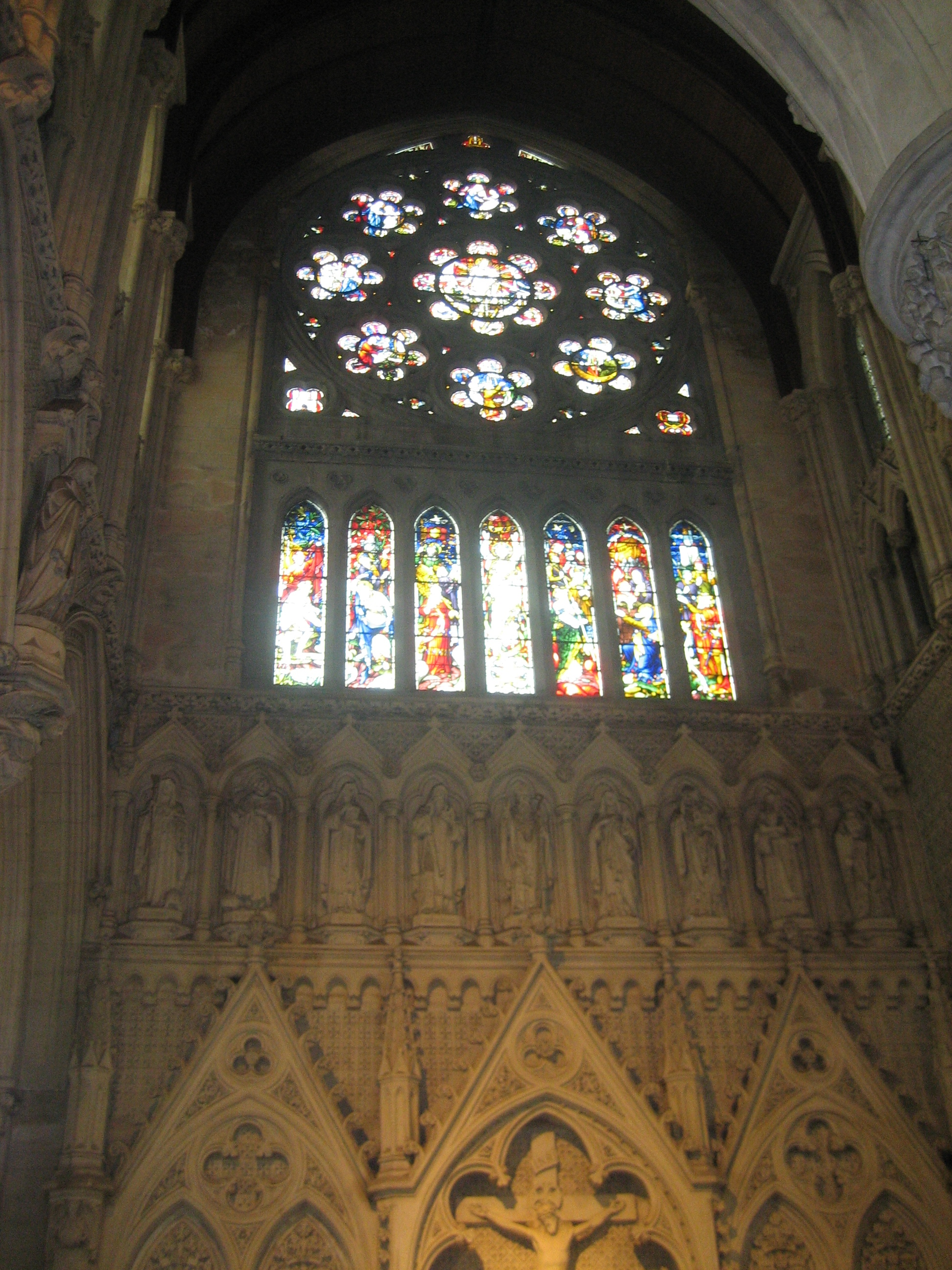
Rosassa